# Alberto Terrile

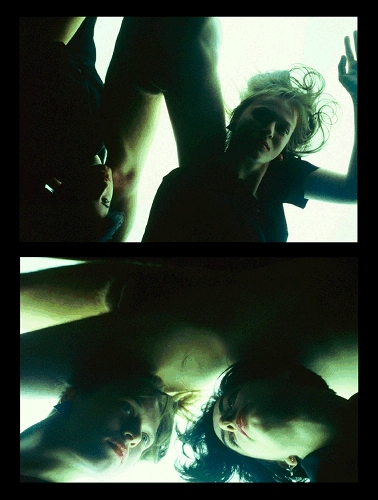
Alberto Terrile: Fluttuare, parte II ("Nadnášení, část 2"), 1979

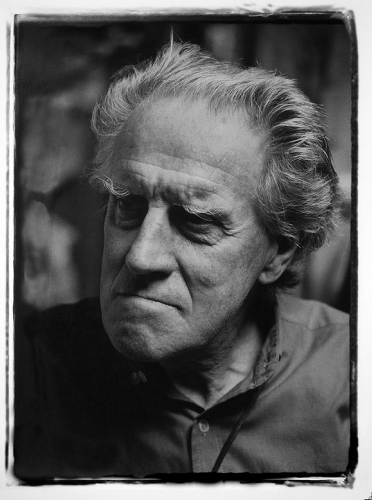
Alberto Terrile: Portrét sochaře Lorenza Garaventy, 1985

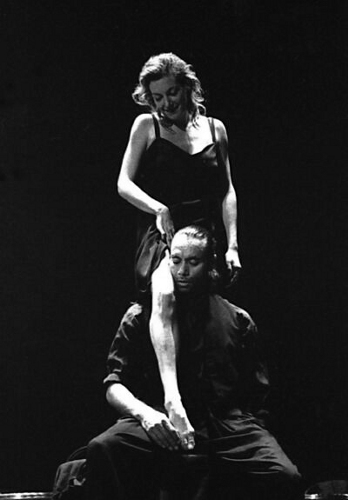
Živá performance Ute Lempera během Illusion tour, 1992

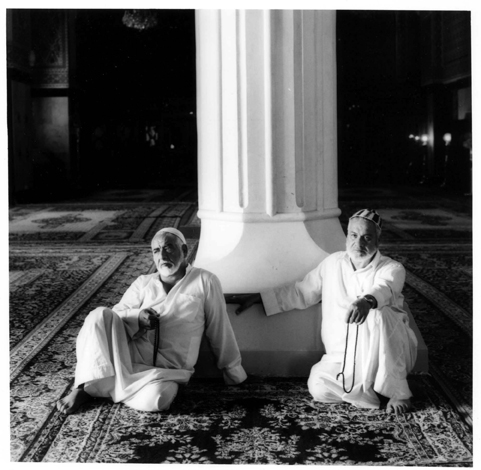
In moschea (V mešitě), Bagdád, Irák, 1993

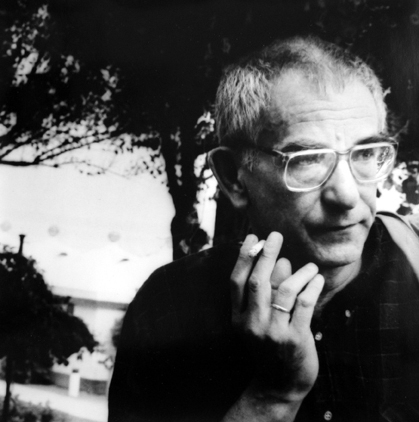
Režisér Krzysztof Kieślowski na festivalu Venice Film, 1994

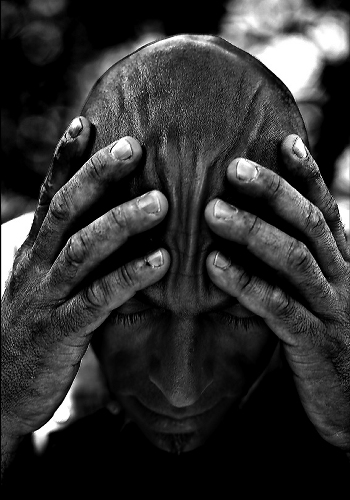
Pasquale Montemurro z cyklu Dalla miniera, 2010

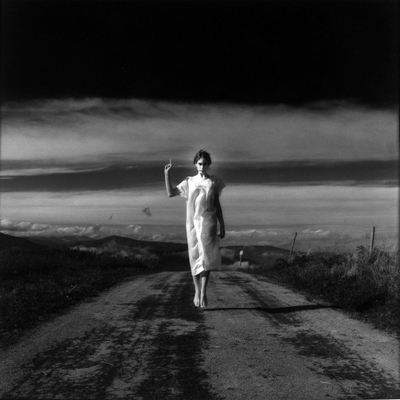
Angel #30 Francesca S., z cyklu Andělé, 1994

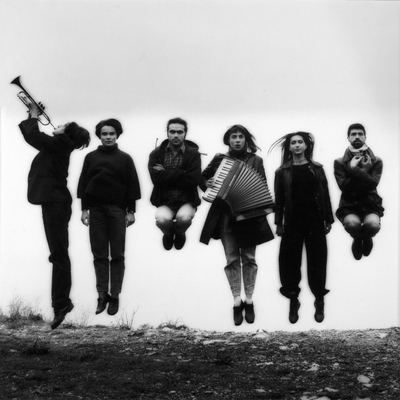
Angel #40 Arbalete, 1996

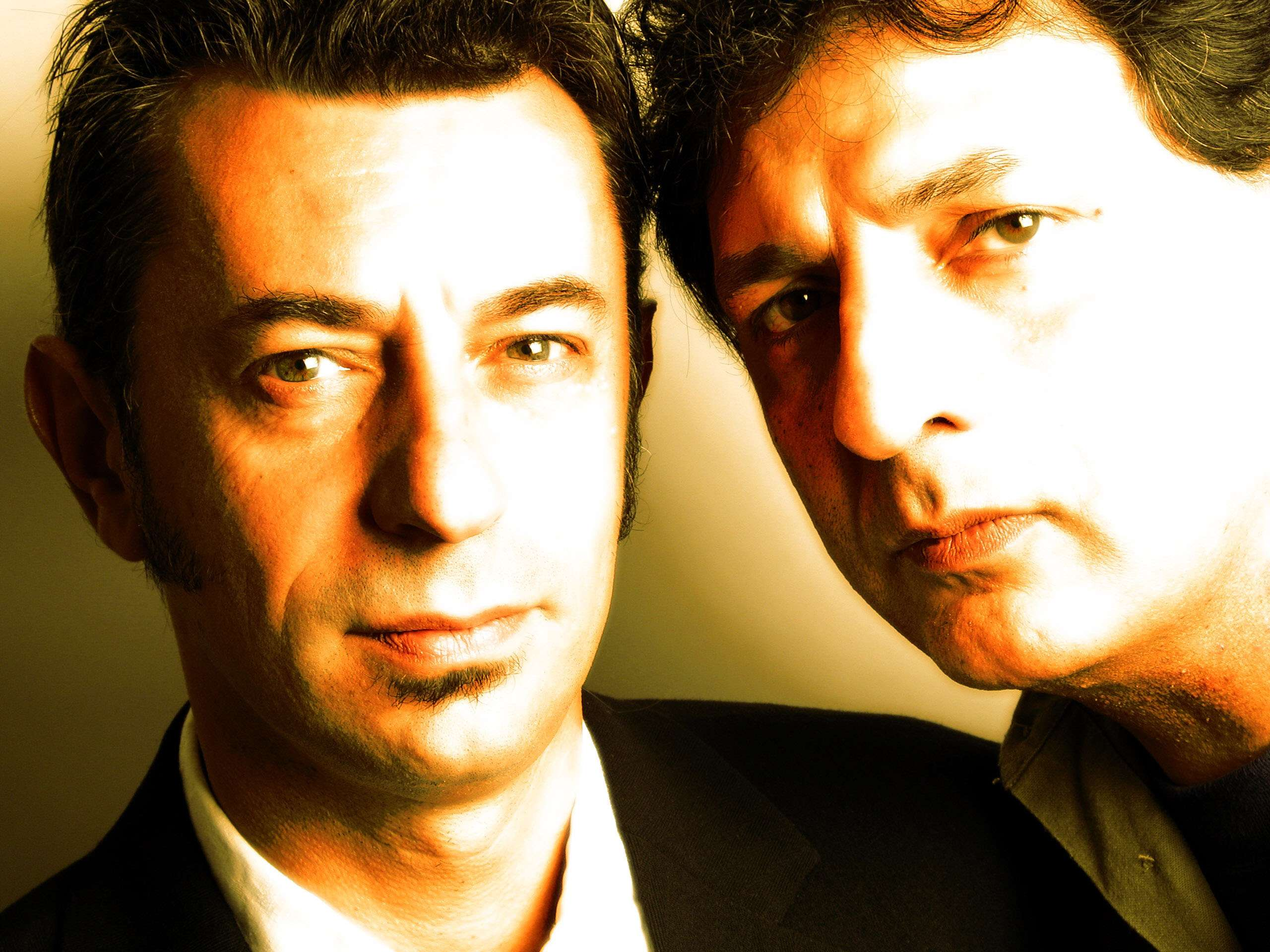
Alberto Terrile: Pivio a Aldo De Scalzi, 2007

Alberto Terrile (* 11. března 1961 Janov, Itálie) je portrétní a módní fotograf narozený v Itálii. Známý je nejen ve své rodné zemi, ale také ve Francii a v USA, aktivně publikuje, působí v divadle, hudbě, filmu a v reklamě. Specializuje se na černobílou portrétní fotografii, za kterou získal několik ocenění, pravidelně doplňuje svůj cyklus Andělé. Mezi jeho nejuznávanější díla patří snímky z živých vystoupení Corrado Rustici, Dee Dee Bridgewater a Ute Lemper. Individuální výstavy jeho děl se konaly v Miláně, Římě, Berlíně, Paříži, Avignonu, Chicago, Montrealu a Torontu.

## Životopis
Narodil se v Janově v Itálii 11. března 1961 do rodiny ze střední městské vrstvy. Terrile projevil silný zájem o figurativní umění již jako dítě. Svá dospívající léta strávil ve svém rodném městě s nejdůležitějším italským přístavem, jedním z největších ve Středozemním moři a v Evropě.
Druhou část dětství strávil v Iola di Montese, malé obci v Apeninách na hranici Toskánska a Emilia-Romagna kde Terrilova rodina má venkovské sídlo. Velký kulturní a lidský kontrast mezi oběma místy měli vliv na jeho pozdější umělecký vývoj, a také pravděpodobně ovlivnili jeho lásku k divoké přírodě, neznečištěné přírodě (zejména lesů a hor) a samotě - postoji, který je jasně viditelný v jeho práci fotografa.

### Mládí a vzdělání
Ve 14. letech nastoupil ke studiu umělecké střední školy Nicolò Barabino v Janově, oficiálně jako student malby. Jeho přirozený vztah k malířství a k umění obecně nebyl zřejmý, alespoň ne jeho učiteli, který mu v prvním ročníku doporučil aby od umělecké kariéry upustil a "našel si místo toho dobrou práci." Nicméně po střední škole a s podporou svých rodičů Terrile nastoupil na Accademia di Belle Arti Ligustica (Ligurskou Akademii výtvarných umění) v Janově, kde také rozvíjel své zájmy o výtvarné umění a hudbu.
Na akademii Terrile využíval své kolegy z ročníku jako modely. Celková atmosféra vzpoury proti pravidlům a touha experimentovat ho přivedla k realizaci, mimo jiné, série barevných portrétů metodou low key s převahou tmavých tónů a vysokým kontrastem mezi světlem a stínem, téměř monochromatických, ale s vyloženě červenými rty nebo modrýma očima. Orgány a obličeje jsou napěchované do jediného snímku, jako kdyby byl ponořen do vody nebo zabalen do akvária. Soubor Fluttuare (vzdouvání, plavání, nadnášení) je dobrým příkladem jeho raného stylu.
V těchto letech byla jeho činnost velmi různorodá, od analytické malby (součást abstraktní malby), populární hudby a barevné fotografie. Mezi jeho raná díla pozoruhodné hodnoty patří Calligrafie ("Kaligrafie"), Tracce ("Stopy") a Segni ("Znamení"), tři série realizovaných portrétů v letech 1977 - 1979 na velkých svislých plochách, magnetofonových páscích, videu nebo na jiných heterogenních materiálech. Tyto řady nakonec byly shromážděny v práci s názvem 'Quelle improbabili immagini ("Tyto nepravděpodobné snímky") a vystavené na výstavách v Janově, Grossetu, Cosenze a Bari. V letech 1979-1980 napsal také experimentální skladbu pro altový saxofon pro skladatele Luca Barbieri-Vialeho nazvanou Cromofonie. Skladba se hrála v Janově, Miláně a Certaldo poblíž Florencie.

### Studie v Miláně
Po úspěšném dokončení Accademie v roce 1984 Terrile našel svou cestu fotografie a začal studovat v Miláně, jako třetí asistent Paolo Gondoly, tehdy mladého, ale již známého módního fotografa. Během 80. let město Miláno ovlivňuje jeho charakter vlivem italského hlavního města módy a financí, kde peníze se stávají více a více hlavním motorem lidských vztahů a korupce bují na všech úrovních včetně místní samosprávy. Ne náhodou jsou tyto roky známkou vzestupu Silvia Berlusconiho jako stavebního a televizního podnikatele. V té době vznikla slavná komerční reklama na likér Ramazzotti, který byl parodován jako Milano da bere (Milano, které můžete pít) s odkazem na nekonečné možnosti, které nabízí nekontrolovatelný kapitalismus a životní styl podobný tomu ve Spojených státech a v Itálii dosud neznámý.

## Kritické hodnocení

### Recenze
- J.P. Giovanelli, La vitesse de liberation d'Alberto Terrile ("AT's urge for liberation") in Fluxus, April 1996.
- Alberto Terrile: angeli ("AT: angels") in Photonews - Zeitung für Photographie, April 1997.
- Paolo Castelli, Polvere d'angeli ("Angel dust") in Rivista del cinematografo n.3, March 1997.
- Guido Festinese, Angeli giù dal paradiso ("Angels fallen from heaven") in Il manifesto, August 1998.
- Andrea Jacchia, A livello degli angeli ("At the level of angels") in Diario della settimana, 1998.
- Nedjima Van Egmond, Alberto Terrile place le Petit Palais sous le signe de l'ange ("AT puts the Petit Palais under the sign of the angel") in La Provence, 1998.
- Laure Bernard, La photographie des anges ("Photographing angels") in Le Figaro, July 1998.
- Flavio Brighenti, Gli angeli sono fra di noi ("Angels are among us") in Musica, 1998.
- Ferruccio Giromini in Blue nr. 89, 1998.
- David Crosby in Zoom nr. 27, July/August 1998.
- Roberta Ridolfi in Segno - Rivista di attualità internazionali d'arte contemporanea nr. 167, March/April 1999.
- Viana Conti, Alberto Terrile, il Buster Keaton della fotografia ("AT, the Buster Keaton of photography") in Frigidaire nr. 112, March 1990.
- Annissa Defilippi, Per favore non chiamatelo il ritrattista degli angeli ("Please do not dub him the portrait photographer of angels") in Infonòpoli, 2009.

### Ocenění
- 1989 Best Portrait of the Year awarded by Progresso fotografico
- 1994 Excellence Standard Kodak European Gold Award
- 1995 Excellence Standard Kodak European Gold Award

## Publikace a výstavy

### Knihy
- 1998 Sous le signe de l'Ange, edited by Petit Palais Editions
- 2008 Poeti Immaginati, edited by La Lontra
- 2008 Nel Segno dell'Angelo 1991/2008, limited edition for the Science Festival of Genoa, Italy
- 2012 Sous le signe de l’Ange, Jacques Flament Editions

### Samostatné výstavy
- 1986 La morte piatta (The flat death) Psyco club, Genoa, Italy
- 1989 Immagini dell'interruzione del movimento (Images of movement breakdown) Church of Santa Maria di Castello, Genoa, Italy
- 1991 Il luogo del vero silenzio Teatro Verdi, Genoa, Italy
- 1992 Figure d'artista (Figures of artists) Portraits of contemporary Swiss artists (among which Daniel Spoerri, Ben Vautier, Christian Megert) within the exposition Frammenti, interfacce, intervalli, paradigmi della frammentazione nell'arte svizzera, Museo di architettura e scultura ligure, Genoa, Italy
- 1994 Rabelais le sixieme livre Centre Culturel Galliera, Genoa, Italy
- 1995 Rabelais le sixieme livre Palazzo Tursi, Genoa, Italy
- 1995 Rabelais le sixieme livre Railway station of Genova P. Principe, Genoa, Italy
- 1995 Paris 1992-1994 Centre Culturel Galliera, Genoa, Italy
- 1995 Angeli edited by Robert Jarmatz and Jolanda Darbyshire, PPS Galerie, Berlin, Germany
- 1998 Sous le signe de l'ange edited by Esther Moench, Musée du Petit Palais, Avignon, France
- 1998 Sous le signe de l'ange Galleria Bianca Pilat, Milan, Italy
- 2000 Ritratti (Portraits) edited by Paola Lambardi, Terrazza Silva Plando, Milan, Italy
- 2003 Ritratti/Cinema Teatro Cargo, Genoa, Italy
- 2004 Cinema Feltrinelli bookshop, Genoa, Italy
- 2004 Cinema (vol. 2) I tre Merli, Genoa, Italy
- 2006 Cinema Centro Polivalente Sivori, Genoa, Italy
- 2007 Ritratti di Alberto Terrile 93/94/97 (Portraits) Centro Polivalente Sivori, Genoa, Italy
- 2008 Poeti Immaginati (Imagined poets) Centro Polivalente Sivori, Genoa, Italy
- 2008 Nel Segno dell'Angelo (In the sign of the angel), within the Science Festival of Genoa, Italy

### Společné výstavy
- 1986 Tra il dire e il fare (From saying to doing) Bagni comunali S.Nazaro, Genoa, Italy
- 1994 Equinozio d'autunno edited by Franz Paludetto, Castello di Rivara, Tutin, Italy
- 1995 Il viaggio in tutti i suoi aspetti (Travelling, every aspect of it) Fondazione G. Costa, Genoa, Italy; re-appeared in 1996 at the Galleria G. Costa, Genoa, Italy
- 1995 Colore aperto (Open colour) Loggia della Mercanzia, Genoa, Italy
- 1995 Red Ribbon Palazzo Tursi – Club amici del cinema – Le Corbusier, Genoa, Italy
- 1996 Oeuvres & Lectures" edited by Gerard-Philippe Broutin & Roland Sabatier, Les Salons Art, Vidéo, Cinéma et Ecritures, Lavoir Moderne Parisien, Paris, France
- 1996 Atelier d'artista Casa di Giorgione, Castelfranco Veneto, Treviso, Italy
- 1996 Nel segno dell'angelo – Sign of an angel edited by Bianca Pilat, Bianca Pilat Contemporary art L.L.C., Chicago, USA
- 1997 The angel in Contemporary Art, Design and Advertising edited by Bianca Pilat, J.D. Carrier Art Gallery, Toronto, Canada
- 1997 Sous le signe de l'ange" edited by Bianca Pilat, La Chapelle Historique du Bon-Pasteur, Montréal, Canada
- 1997 Il punto (The point) edited by Elio Grazioli, Galleria Continua, San Gimignano, Siena, Italy
- 1997 Oeuvres & Lectures/Salon Virtuel edited by Gerard-Philippe Broutin & Roland Sabatier, Paris, France
- 1998 Angeli su Roma (Angels over Rome) Chiesa di S.Rita, Rome, Italy
- 1999 Angeli su Roma Roof garden di Palazzo delle esposizioni, Roma, Italy
- 2000 Angeli e Angeli (Angels and angels) Oratorio Madonna della Neve, Chiavari, Genoa, Italy
- 2000 exposition celebrating the introduction of Riga due, edited by Marcos y Marcos, Galleria Estatic, Turin, Italy
- 2000 ditto, re-issued at Galleria Continua San Gimignano, Siena, Italy
- 2000 appeared at the Sacred Art three-yearly exposition Trascendenze e Spiritualità, edited by Raffaella Iannella, Celano, L'Aquila, Italy
- 2002 Fantascienza e Agrestità (Science-fiction and rurality) Il Campazzo, Modena, Italy
- 2003 Corpi Liberi Antico Palazzo della Pretura Castel Arquato, Piacenza, Italy
- 2003 Italialainen Tilanne II (Italian situation, 2) City gallery of Viitasaari, Finland
- 2003 Fantasmi (Ghosts) Il Campazzo-Guiglia, Modena, Italy
- 2003 L'Archivolto in Mostra stage pictures, Galleria Il Vicolo, Genoa, Italy
- 2003 Opere a 63° 05' N 25° 54' E & Opere a 44° 35' N 08° 18' E, a Finnish/Italian exposition, Liguria Spazio Aperto, Genoa, Italy
- 2004 FHARE Il Campazzo-Guiglia, Modena, Italy
- 2004-2005 Disegnare il marmo Carrara (Drawing on Carrara marble), Palazzo Binelli, Carrara, Italy
- 2007 Interrotti Transiti - La fotografia italiana negli anni settanta (Broken paths - Italian photography in the Seventies), Loggia della Mercanzia, Genoa, Italy
- 2009 Lettere (Letters), Biblioteca Berio, Genoa, Italy
- 2010 I grandi fotografi per i bambini (Great photographers for children) Museo di S Agostino, Genoa, Italy

## Pedagogika

### Akademické kurzy
- 2004 Fotografia e Luce (Photography and light) Accademia Ligustica di Belle Arti, Genoa, Italy
- 2004 La fotografia di scena (Stage photography) Accademia Ligustica di Belle Arti, Genoa, Italy
- 2005 Fotografia e Luce (Photography and light) Accademia Ligustica di Belle Arti, Genoa, Italy
- 2005 La fotografia di scena (Stage photography) Accademia Ligustica di Belle Arti, Genoa, Italy

### Jiné kurzy
- 1996 L'immagine che racconta (The telling image) Scuola Holden (Holden Creative Writing School), Turin, Italy
- 1997 photography course at the Istituto d'Arte di Aosta, Aosta, Italy
- 1999 Paesaggi dell'avvenuto passaggio (Landscapes of the happened transit) Ufficio Politiche Giovanili del Comune, Genoa, Italy
- 2001 Progettare la Realtà (Designing reality) Liceo Artistico Nicolò Barabino di Genova, Genoa, Italy
- 1996 Fotografare la scena (Shooting the stage) Teatro Cargo, Genoa, Italy
- 2004 Corso di Fotografia Creativa (Creative Photography course) Genoa, Italy
- from 2005 on Dai sali d'argento ai pixel (od dusičnanu stříbrného k pixelům) yearly basic photography course, Centro Polivalente Sivori, Genoa, Italy

### Workshopy
- 1997 Ufficio Politiche Giovanili del Comune di Genova Percorsi Magici
- 2007 Fotografare l'autunno Iola di Montese, Modena, Italy
- 2008 The Magic Map Sassello, Genoa, Italy
- 2009 De nudo de natura Sassello, Genoa, Italy
- 2010 Abitare la terra Sassello, Genoa, Italy
- 2010 Le donne volanti Sassello, Genoa, Italy
- 2010 Come to my house Iola di Montese, Modena, Italy

### Konference
- 2002 Circolo fotografico IL FORTE, Genoa, Italy
- 2003 Accademia Ligustica di Belle Arti (Ligurian Academy of the Fine Arts) Genoa, Italy
- 2003 Facoltà di Architettura (Faculty of Architecture) Genoa, Italy
- 2003 Palazzo Ducale, Genoa, Italy
- 2004 Circolo fotografico 36° Fotogramma, Genoa, Italy
- 2010 I volti del cinema / Racconti del cinema fotografato (The faces of cinema / Tales from photographed cinema) Genoa, Italy
- 2010 Fare anima (To make a soul), Badalucco, Italy